# Oberonia multidentata
Oberonia multidentata är en orkidéart som beskrevs av Leonid Vladimirovitj Averjanov. Oberonia multidentata ingår i släktet Oberonia och familjen orkidéer.
Artens utbredningsområde är Vietnam. Inga underarter finns listade i Catalogue of Life.